# Драмкондра (футбольный клуб)
«Драмкондра» (ирл. Drumcondra Football Club) — несуществующий ныне ирландский футбольный клуб из города Дублин. Клуб основан в 1923 году, с 1928 года носил профессиональный статус и играл в Высшей ирландской лиге. Домашние матчи проводил на стадионе «Толка Парк», вмещающем 9 680 зрителей. Лучшие годы клуба пришлись на 50-е — 60-е годы 20-го века, когда он был одним из лидеров ирландского футбола, регулярно участвовал в еврокубках. Всего за время своего существования «Драмкондра» по пять раз побеждала в чемпионате и кубке Ирландии. В 1972 году клуб был поглощён клубом «Хоум Фарм» и прекратил существование. В настоящее время в любительской лиги играет клуб «Драмкондра Атлетик», считающий себя наследником оригинальной «Драмкондры».

## Достижения
- Чемпион Ирландии (5): 1948, 1949, 1958, 1961, 1965.
- Обладатель кубка Ирландии (5): 1927, 1943, 1946, 1954, 1957.
- Обладатель трофея Ирландской лиги[англ.] (4): 1946, 1947, 1951, 1962.

- Итого: 14 трофеев

## Выступления в еврокубках
| Сезон   | Турнир          | Раунд |                          | Клуб            | Счёт     |
| ------- | --------------- | ----- | ------------------------ | --------------- | -------- |
| 1958-59 | Кубок чемпионов | Q     | Флаг Испании (1945—1977) | Атлетико Мадрид | 0-8, 1-5 |
| 1961-62 | Кубок чемпионов | Q     | Флаг Германии            | Нюрнберг        | 0-5, 1-4 |
| 1962-63 | Кубок Ярмарок   | 1R    | Флаг Дании               | Сборная Оденсе  | 4-1, 2-4 |
|         |                 | 1/8   | Флаг Германии            | Бавария         | 0-6, 1-0 |
| 1965-66 | Кубок чемпионов | Q     | Флаг ГДР                 | Форвертс        | 1-0, 0-3 |
| 1966-67 | Кубок Ярмарок   | 1R    | Флаг Германии            | Айнтрахт        | 0-2, 1-6 |

- Q — предварительный раунд.
- 1R — первый раунд.
- 1/8 — 1/8 финала.